# Winfrid Hedergott
Winfrid Hedergott (* 1. Juni 1919 in Bernau bei Berlin; † 24. Oktober 2002 in Northeim) war ein deutscher Politiker (FDP).

## Leben und Beruf
Nach dem Abitur nahm Hedergott ein Studium der Rechts- und Staatswissenschaften an der Universität Göttingen auf, das er aber 1937 abbrach, um in die Wehrmacht einzutreten. Von 1939 bis 1945 nahm er als Offizier am Zweiten Weltkrieg teil. Während des Krieges wurde er unter anderem als Fernaufklärer (Beobachter mit über 300 Feindflügen) eingesetzt und erhielt mehrere Auszeichnungen.
Nach dem Kriegsende siedelte Hedergott nach Westdeutschland über und ließ sich im niedersächsischen Northeim nieder. In der Folgezeit arbeitete er als Dolmetscher, Sprachlehrer und Angestellter sowie als Berater und Planer für Unternehmen. Er hatte 1971 einen Lehrauftrag an der Technischen Universität Hannover (Honorarprofessor) erhalten und war seit 1983 außerdem Mitglied des Niedersächsischen Staatsgerichtshofes.

## Partei
Hedergott trat 1946 in Göttingen in die Liberal-Demokratische Partei (LDP) ein und gehörte 1948 auf dem Parteitag in Heppenheim zu den Mitbegründern der FDP auf Bundesebene. Von 1949 bis 1957 war er stellvertretender Landesvorsitzender der FDP Niedersachsen und von 1954 bis 1957 sowie von 1966 bis 1972 Mitglied im Bundesvorstand der FDP.

## Abgeordneter
Hedergott war von 1952 bis 1986 Ratsmitglied der Stadt Northeim. Dem Niedersächsischen Landtag gehörte er vom 6. Mai 1951 bis 20. Juni 1970 sowie vom 29. Juni 1974 bis zum 16. Januar 1978 an. Hier war er 1955 bis 1957 zunächst stellvertretender Vorsitzender und von 1958 bis 1970 sowie von 1974 bis 1978 Vorsitzender der FDP-Fraktion. Vom 17. März bis zur Auflösung am 5. Oktober 1958 führte er die gemeinsame Fraktion aus GB/BHE und FDP. Ferner war er vom 30. Mai 1951 bis zum 5. Mai 1955 Schriftführer des Landtages. Von 26. Mai 1955 bis zum 5. Juni 1967 amtierte er als Vizepräsident des Landtages. Zudem war er Vorsitzender des Wahlprüfungsausschusses vom 11. Juli 1974 bis zum 31. Januar 1978. Der Landtag wählte ihn 1954 und 1959 zum Mitglied der Bundesversammlung.
Unterlagen zu seiner politischen Tätigkeit liegen im Archiv des Liberalismus der Friedrich-Naumann-Stiftung für die Freiheit in Gummersbach.

## Öffentliche Ämter
Hedergott war zeitweise Bürgermeister bzw. Beigeordneter der Stadt Northeim. Sein besonderes Engagement galt der Planung des Naherholungsgebietes Northeimer Seenplatte.

## Ehrungen
- Großes Bundesverdienstkreuz, 1969
- Honorarprofessur für Rechts- und Sozialgeschichte des Instituts für Politische Wissenschaft der Technischen Universität Hannover, 1971
- Niedersächsische Landesmedaille, 1975
- Großes Bundesverdienstkreuz mit Stern, 1978
- Großes Verdienstkreuz des Niedersächsischen Verdienstordens
- Ehrenbürgerschaft der Stadt Northeim